# Nokë Sinishtaj
Nokë (Ndue) Sinishtaj (ur. 24 sierpnia 1944 w Kshevë të Grudës) – czarnogórski teolog, pisarz, poeta i tłumacz pochodzenia albańskiego.

## Życiorys
Ukończył studia teologiczne na uniwersytetach w Zagrzebiu, Rijece i Florencji oraz filozofię i literaturę włoską na Uniwersytecie w szwajcarskim Fryburgu. Przez pięć lat był kapłanem w kilku wiejskich miejscowościach na terytorium Czarnogóry.
W 2000 roku, na długo po zrezygnowaniu z kapłaństwa, wydał pamiętnik autobiograficzny pod tytułem Rrëfimet e një prifti të rebeluar.
Aktualnie mieszka w Lucernie, gdzie pracuje jako tłumacz.
Deklaruje znajomość języka albańskiego, serbskiego, chorwackiego, łacińskiego, niemieckiego i włoskiego.

## Twórczość
- Rrëfimet e një prifti të rebeluar (2000)[2]

### Wybrane wiersze[3]
- Korbi
- Luga e shenjtit
- Një letër shegës
- Ulet muzgu
- Vëllaut tim lekës
- Vuksan gela